# Margrethe Kähler (forfatter)
 For alternative betydninger, se Margrethe Kähler. (Se også artikler, som begynder med Margrethe Kähler)
Margrethe Kähler (født 14. februar 1942 på Frederiksberg, død 20. juni 2025 på Rigshospitalet i København) var en dansk forfatter, der var chefkonsulent for Ældre Sagen og klummeskribent for Kristeligt Dagblad. Hun forfattede flere fagbøger, der behandler emnerne - bofællesskaber, døden og samspil mellem unge og ældre. 